# Hannah Adams
Hannah Adams (2 octobre 1755 – 15 décembre 1831) est l'auteur d'ouvrages de religion comparée et d'histoire des débuts des États-Unis. Elle est née à Medfield, Massachusetts et morte à Brookline. Elle est la première femme aux États-Unis ayant travaillé comme écrivain professionnel.

## Ouvrages
- View of Religious Opinions (1st ed. 1784; 4th ed. retitled Dictionary of Religions) est son ouvrage principal, dans lequel est fait un survol systématique des différentes religions dans le monde. Il a été réédité plusieurs fois et réimprimé en Angleterre. Il est divisé en trois parties :
  1. An Alphabetical Compendium of the Various Sects Which Have Appeared from the Beginning of the Christian Era to the Present Day,    Full text available on the Google Books
  2. A Brief Account of Paganism, Mohammedanism, Judaism, and Deism
  3. An Account of the Different Religions of the World
- A Summary History of New England (1799)
- Evidences of Christianity (1801)
- The Truth and Excellence of the Christian Religion (1804)
- An Abridgment of the History of New-England: For the Use of Young Persons: Now Introduced into the Principal Schools in this Town, Boston:  Etheridge and Bliss, 1807
- History of the Jews (1812)
- Controversy with Dr. Morse (1814) This refers to a legal dispute she had with Morse in 1801.
- Letters on the Gospels (1824; second edition 1826)

### Autobiographie
- A Memoir of Miss Hannah Adams, Boston:  Gray and Brown, 1832, Full text available on Google Books